# Уоррен (тауншип, Миннесота)
Уоррен (англ. Warren) — тауншип в округе Уинона, Миннесота, США. На 2000 год его население составило 629 человек.

## География
По данным Бюро переписи населения США площадь тауншипа составляет 92,0 км², из которых 92,0 км² занимает суша, водоёмов нет.

## Демография
По данным переписи населения 2000 года здесь находились 629 человек, 216 домохозяйств и 171 семья.  Плотность населения —  6,8 чел./км².  На территории тауншипа расположено 225 построек со средней плотностью 2,4 построек на один квадратный километр. Расовый состав населения: 98,73 % белых, 0,48 % коренных американцев, 0,16 % азиатов, 0,16 % — других рас США и 0,48 % приходится на две или более других рас. Испанцы или латиноамериканцы любой расы составляли 0,79 % от популяции тауншипа.
Из 216 домохозяйств в 44,9 % воспитывались дети до 18 лет, в 70,8 % проживали супружеские пары, в 3,2 % проживали незамужние женщины и в 20,4 % домохозяйств проживали несемейные люди. 17,1 % домохозяйств состояли из одного человека, при том 4,6 % из — одиноких пожилых людей старше 65 лет. Средний размер домохозяйства — 2,91, а семьи — 3,29 человека.
31,6 % населения — младше 18 лет, 7,5 % — в возрасте от 18 до 24 лет, 27,8 % — от 25 до 44, 23,4 % — от 45 до 64, и 9,7 % — старше 65 лет. Средний возраст — 35 лет. На каждые 100 женщин приходилось 112,5 мужчин.  На каждые 100 женщин старше 18 приходилось 106,7 мужчин.
Средний годовой доход домохозяйства составлял 37 167 долларов, а средний годовой доход семьи —  42 917 долларов. Средний доход мужчин —  31 339  долларов, в то время как у женщин — 28 125. Доход на душу населения составил 15 372 доллара. За чертой бедности находились 8,9 % семей и 7,3 % всего населения тауншипа, из которых 3,8 % младше 18 и 14,9 % старше 65 лет.